# Eva Kant
Eva Kant fiktivni je lik iz stripa Diabolik. Nosi ulogu partnerice glavnog lika Diabolika.

## Karakteristike
Eva se prvi put pojavila u trećoj epizodi, "Arresto di Diabolik" (Diabolikovo uhićenje) kao udovica Lady Kant koju je Diabolik namjeravao pokrasti ali umjesto toga su se zavoljeli i od tada žive zajedno i dijele zajedničku sudbinu. 
Radi se o liku koji je tijekom vremena prošao određene promjene, ponajprije jer se u početku borila sama sa sobom i svojom savješću prolazeći kroz teške krize dok na kraju ne bi potpuno prihvatila novi način života sa svojim čovjekom, "protiv svega i protiv svih". Eva je svakako i ljepša polovica ovog opasnog dueta, pošto se radi o prelijepoj ženi, stiliziranog lika punog senzualnosti, profinjenosti i s određenom dozom suzdržanosti i misterioznosti, perfektna plavuša zelenih očiju i savršenog stasa, koja se međutim pretvara u opasnog protivnika na prvi znak opasnosti. Vozi crni Jaguar tipa E, a zaštitni znak joj je kosa uvijek smotana u punđu.

## Pojavljivanje u drugim medijima
U filmskoj adaptaciji stripa iz 1968. godine nazvanoj "Danger: Diabolik" (Opasnost: Diabolik) Evu Kant utjelovljuje austrijska glumica Marisa Mell. Međutim, Eva na filmu nosi nešto drugačiju odjeću nego je to slučaj u stripu, a i kosa joj je raspuštena.
Također, Eva se pojavljuje i 1997. godine u serijalu animiranih filmova o Diaboliku, gdje joj glas posuđuje Sonia Mazza.